# Dicranomyia inhabilis
Dicranomyia inhabilis är en tvåvingeart som först beskrevs av Alexander 1949.  Dicranomyia inhabilis ingår i släktet Dicranomyia och familjen småharkrankar. Inga underarter finns listade i Catalogue of Life.